# Нагрудный знак «В память 200-летнего юбилея основания Императорского Тульского оружейного завода императором Петром I Великим»
Знак «В память 200-летнего юбилея основания Императорского Тульского оружейного завода императором Петром I Великим» — юбилейный нагрудный знак к 200-летнему юбилею Императорского Тульского оружейного завода, Высочайше утверждённый императором Николаем II в 1912 году.

## История создания
15 февраля 1912 года Императорский Тульский оружейный завод (ИТОЗ) готовился отметить свой двухсотлетний юбилей. Важнейшее событие в жизни города и страны. Намечалось несколько праздничных мероприятий, главным из которых было сооружение памятника основателю завода Петру I Великому перед зданием правления завода на набережной Казанского обводного канала. Ещё одно важное мероприятие предполагало изготовление бронзовых медалей для ношения на груди на Александровской ленте. Все предлагаемые мероприятия были одобрены Главным артиллерийским управлением (ГАУ), за исключением предложения об изготовлении бронзовых медалей. Вместо них ГАУ предложило установить нагрудный знак завода, при этом его эскиз, описание и образец поручалось выполнить заводу. В первоначальном проекте знака за основу был взят общий для многих нагрудных знаков Российской Империи дубово-лавровый венок с российским двуглавым орлом в вершине венка. Дополнительные элементы представляли собой две скрещённые сабли, две скрещёные винтовки, эмблему завода в виде двух скрещеных молоточков и надписи: «ИТОЗ», «1712», «1912», «200». Этот проект был отвергнут ГАУ. Отказ от такого проекта мотивировался тем, что «в нём не резко выражено событие, в воспоминание которого предложено учредить знак, т. е. 200-летний юбилей завода и связь его с именем императора Петра I». Через некоторое время в ГАУ был представлен исправленный эскиз знака, который и получил одобрение. Далее последовала стандартная процедура его рассмотрения в Главном штабе, в Главном интендантском управлении Военного министерства и, наконец, Высочайшее утверждение.
Нагрудный знак «В память 200-летнего юбилея основания завода императором Петром Великим» был Высочайше утвержден 6 января (19 января) 1912 года, о чем было сообщено приказом по заводу № 38 §3  от 7 февраля 1912 г. с приложением рисунка знака.

## Описание знака
Описание знака было объявлено в приказе по заводу, а его текст был размещён в свидетельстве на право ношения знака, выдаваемого вместе со знаком:

Нагрудный знак представляет собой венок из дубовой и лавровой ветвей, концы коих соединены золотой лентой в виде банта. 

На ленте находится оксидированного серебра цифра „200“.

На верхнюю часть венка помещён золотой двуглавый орёл с распростёртыми крыльями, головы коего увенчаны золотыми ИМПЕРАТОРСКИМИ коронами, под общей золотой ИМПЕРАТОРСКОЙ короной, из под которой ниспадают концы золотой ленты. 

На груди орла находится золотой щит, в котором помещены два накрест положенных молотка стального цвета. 

В середине венка помещены соединённые инициалы Имён: ИМПЕРАТОРА ПЕТРА I — из серебра и ныне благополучно царствующего ГОСУДАРЯ ИМПЕРАТОРА НИКОЛАЯ II АЛЕКСАНДРОВИЧА — из золота. 

На венке под инициалами находятся две накрест положенные винтовки, дульными частями к верху. 

Ветки венка и скрещение винтовок обвиты белой эмалевой лентой, на коей золотом изображено: слева „1712“ — год основания завода, в середине „И.Т.О.З.“ — сокращённое наименование завода и справа „1912“ — год 200-летнего его юбилея. 

— Описание нагрудного знака ИТОЗ. Приказ по заводу № 38 от 7 февраля 1912 г. 
 Государственный архив Тульской области, фонд № 187 «Тульский оружейный завод 1712—1917», опись № 2, особо ценное дело № 133-б

## Параметры знака
- Количество — около 20000 штук[к 2]
- Высота не более 1,7 дюйма (согласно описанию).
- Ширина не более 1,3 дюйма (согласно описанию).
- Крепление винтовое.
- Материал: для офицеров и классных чиновников — жёлтого и красного металла с золочением, серебрением и наложением белой эмали[5]; для нижних чинов (рабочих, мастеровых, вольнонаёмных) — белый серебрёный металл без эмали[6].
- Способ изготовления: для офицеров — наборный штампованный с эмалью, для нижних чинов — цельноштампованный без эмали.
- Варианты изготовления, их было несколько, касались только офицерских знаков. Были различные комбинации — с золочением и без него, с серебрением и без него, горизонтальная насечка на поверхности литеры «Н», плавающие линейные размеры знака, с украшениями и без них и т. д. Для нижних чинов вариант знака был один — цельноштампованный из белого металла с серебрением.
- К знаку прилагалось свидетельство о выдаче и праве ношения знака[7] с подписью начальника завода и приложением заводской гербовой печати.
- Изготовитель — мастерская тульского ювелира Ушера Нахмановича Пропина.
- Цена за штуку (её установил У. Н. Пропин 7 февраля 1912 г., через месяц после Высочайшего утверждения знака):

золотой — 45 рублей;
серебряный золочёный — 12 рубей;
металлический золочёный — 3 рубля;
для нижних чинов штампованный из белого металла серебрёный — 60 копеек.
Впрочем, ещё через месяц 12 марта 1912 года У. Н. Пропин в заявлении начальнику Тульского оружейного завода сообщил следующее: «Сим заявляю, что офицерские металлические золочёные нагрудные знаки будут мною делаться 3-х сортов: по 2 руб., по 2 руб. 50 коп. и по 3 руб. за знак».

## Правила ношения и кому вручались
Знак было положено носить на левой стороне груди при всех формах. 

Право ношения знака всем офицерам, классным инижним чинам завода предоставлялось на основании высочайших повелений от 21 декабря 1910 года (устанавливало, что право ношения учреждаемых полковых нагрудных знаков должно быть предоставлено всем офицерским и классным чинам, служившим в частях войск до празднования юбилея и всем офицерским, классным и нижним чинам, числившимся в списках частях войск в день юбилея и поступающим на службу после такового) и 18 октября 1911 года (это право распространяло и на чинов всех штабов, управлений, заведений и учреждений военного ведомства и всем мастеровым, рабочим и вольнонаемным служащим завода, которые будут состоять на службе в день юбилея). 

Право на ношение знака имели рабочие, мастеровые и вольнонаёмные, состоящие в штате завода в день юбилея (т. е. 15 февраля 1912 года). Заказ знаков производился списками, подаваемыми конторами мастерских правителю канцелярии, до 15 марта 1912 года (дата празднования юбилея была пересена с 15 февраля на 28 апреля, ввиду наступивших морозов и невозможностью закончить в срок ремонт церкви завода и настилку плитками площадки под памятник Петру I). Стоимость знаков удерживалась из заработной платы после выдачи. После 15 марта запись на знаки была прекращена и каждый мог приобрести его за личные деньги в месте их продажи при предъявлении удостоверения на право ношения знака. 

По распоряжению заведующего техническими артиллерийскими заведениями ГАУ генерал-лейтенанта А. А. Якимовича был составлен список лиц, «которые, не состоя в штате завода, но имеющие отношение к заводу или оказавшим заводу особые заслуги, могут быть удостоены этого знака и коим предполагается поднесение знака». В этот список вошли:
- Великий князь Сергей Михайлович — генерал-инспектор артиллерии.
- Генерал от кавалерии Владимир Александрович Сухомлинов — военный министр.
- Алексей Андреевич Поливанов — помощник военного министра.
- Генерал-майор Э. К. Гермониус — начальник Самарского трубочного завода.
- Генерал-лейтенант Дмитрий Дмитриевич Кузьмин-Караваев — начальник ГАУ.
- Генерал-лейтенант А. А. Якимович — заведующий техническими артиллерийскими заведениями ГАУ.
- Офицеры ГАУ: генерал-майор Александр Эдуардович Керн[11], генерал-майор С. В. Перекрестов[12], генерал-майор Николай Иванович Юрлов, барон Александр Михайлович Герт.
- Подполковник А. П. Венюков — начальник Тульского отдела Московского артиллерийского склада.
- Генерал-майор А. А. Певцов[13] — начальник Ижевского оружейного и сталеделательного завода.
- Полковник Ф. В. Хартулари[14] — помощник начальника Ижевского оружейного и сталеделательного завода по технической части.

## Упоминание в литературе
Нагрудный знак «В память 200-летнего юбилея основания Императорского Тульского оружейного завода императором Петром Великим» упоминается в популярной литературе. Достаточно подробные сведения об истории создания знака изложены в статье Н. О. Трегубова, опубликованной в историко-краеведческом ежегоднике «Тульский краеведческий альманах». Статья снабжена цветными иллюстрациями, на которых представлены эскизы и фотографии знака (различные варианты его изготовления). 

Знак также упоминается в книге С. П. Андоленко «Нагрудные знаки Русской армии», в каталоге Е. Н. Шевелёвой из собрания Военно-Исторического музея артиллерии, инженерных войск и войск связи, в работе С. Б. Патрикеева и А. Д. Бойновича «Нагрудные знаки России».